# Friauli Szent Paulinus
Friauli Szent Paulinus vagy Aquileiai Szent Paulinus (latinul: Paulinus Aquileiensis), (Premariacco, 726 körül – Cividale del Friuli, 802. január 11.) középkori itáliai tudós, egyházi személy, latin nyelven alkotó vallásos író.

## Élete
Fiatalkora nem ismert. Az első biztos adat 776-ból valóː Nagy Károly ekkor egy birtokot adományozott neki a Friauli hercegségben. Az adomány „tiszteletreméltó férfi”-ként, „a grammatika tanára”-ként említi. A Longobárd királyság elfoglalása (774) után Károly őt is udvarába hívta, tehát ekkoriban Paulinus valószínűleg már Károly udvari iskolájának tanára lehetett. Itt jó kapcsolatot ápolt Alcuinnal és Szent Angilberttel (aki a tanítványa is volt), a tudósok körében pedig a Timotheus nevet kapta.
787-ben Károly Aquileia pátriárkájává tette. Paulinus az új állásában tudományos működése mellett sokat tett a patriarkátushoz tartozó Karintia és Stájerország misszionálásában. 15 évnyi patriarkátus után 802-ben hunyt el.

## Művei
- Libellus sacrosyllabus ('A szent jegyzék könyve') – adopcianizmus-ellenes írás
- Contra Felicem ('Félix ellen') – adopcianizmus-ellenes írás
- Liber exhortationis ('A buzdítás könyve') – a keresztény fejedelem kötelességei 66 könyvben
- mintegy tucatnyi vers, melyből 3 tartható biztosan hitelesnek